# Patrick Cranshaw
Pour les articles homonymes, voir Cranshaw.
Patrick Cranshaw est un acteur américain né le 17 juin 1919 à Bartlesville, Oklahoma (États-Unis) et mort le 28 décembre 2005 à Fort Worth (Texas), d'une pneumonie.

## Filmographie
- 1955 : Le Rendez-vous de quatre heures (Texas Lady) : Barman au bal
- 1960 : The Seventh Commandment
- 1960 : L'Incroyable Homme invisible (The Amazing Transparent Man) : Gardien de sécurité
- 1964 : Under Age (en) de Edward Dmytryk : W.J. Earnhardt
- 1966 : Curse of the Swamp Creature (TV)
- 1967 : Mars Needs Women (TV)
- 1967 : Hip, Hot & 21
- 1967 : Bonnie et Clyde (Bonnie and Clyde) : Caissier
- 1968 : Bandolero! : Employé de banque
- 1973 : Nightmare Honeymoon d'Elliot Silverstein : Old Bail Boy
- 1973 : Thicker Than Water (en) (série télévisée) : Bert Taylor
- 1973 : Frasier, the Sensuous Lion
- 1975 : On the Rocks (série télévisée) : Gabby (1975-1976)
- 1976 : Plaisirs sexuels au pensionnat (Slumber Party '57) : Propriétaire du magasin
- 1977 : Mule Feathers
- 1977 : Un cocktail explosif (Thunder and Lightning) : Taylor Carpenter
- 1978 : Sgt. Pepper's Lonely Hearts Club Band : Directeur de la Western Union
- 1980 : The Gong Show Movie : Homme mourant dans l'ascenseur
- 1981 : The Private Eyes : Roy
- 1981 : Return of the Rebels (TV) : Commerçant
- 1981 : La Petite Maison dans la prairie (The House on the Prairie) (série télévisée) saison 7, épisode 10 (La lueur (1/2) (To See The Light: Part 1) ) : Manuel Barton
- 1982 : Yes, Giorgio : Man on Gurney
- 1983 : AfterMASH (série télévisée) : Bob Scannell
- 1985 : Pee-wee Big Adventure (Pee-Wee's Big Adventure) : Hobo
- 1988 : Runaway to Glory : Grand-père
- 1988 : Moving : Packer
- 1993 : Les Allumés de Beverly Hills (The Beverly Hillbillies) : Révérend Mason
- 1994 : Le Grand Saut (The Hudsucker Proxy) : Ancient Sorter
- 1994 : Ed Wood : Editor on Studio Lot
- 1996 : Tout le monde dit I love you (Everyone Says I Love You) : Grandpa
- 1997 : Ground Zero
- 1997 : Rien à perdre (Nothing to Lose) : Henry
- 1998 : Dérapages (Broken Vessels) : Gramps
- 1998 : Les Premiers colons (Almost Heroes) : Jackson
- 1998 : Alien Avengers II (TV) : Juge Gorman
- 1999 : Most Valuable Primate (série télévisée)
- 1999 : The Cracker Man : Grandpa
- 2000 : MVP: Most Valuable Primate : Super Fan
- 2000 : Bêtes de scène (Best in Show), de Christopher Guest : Leslie Ward Cabot
- 2001 : Bubble Boy : Pappy / Pippy
- 2001 : MVP 2: Most Vertical Primate : Ron
- 2002 : Un chien du tonnerre (Air Bud: Seventh Inning Fetch) (vidéo) : Shérif Bob
- 2002 : Frank McKlusky, C.I. (vidéo) : Le vieil homme
- 2003 : Back to School (Old School) : Joseph « Blue » Palasky
- 2003 : Air Bud superstar (Air Bud : Spikes Back) (vidéo) : Shérif Bob
- 2003 : Mon boss, sa fille et moi (My Boss's Daughter) : Vieil homme
- 2003 : Monk (série télévisée) - Saison 2, épisode 5 : Monk et le centenaire (Mr. Monk and the Very, Very Old Man) : Miles Hollings
- 2004 : Rupture mode d'emploi (Breakin' All the Rules) : Mr. Lynch
- 2005 : One More Round : Larry
- 2005 : Cinq Toutous prêts à tout : Shérif Bob
- 2005 : La Coccinelle revient (Herbie Fully Loaded) : Jimmy D.
- 2006 : Shoot : Zach